# D crocheté hameçon palatal
Le d crocheté hameçon palatal, ou d crosse hameçon palatal, est une lettre additionnelle de l’alphabet latin et un symbole phonétique utilisé dans certains ouvrages linguistiques. Il est composé d’un d avec une crochet et un hameçon palatal.

## Utilisation
Jacques Dournes utilise le d crocheté hameçon palatal pour représenter une consonne affriquée palatale glottalisée ([ʔdʒ]) dans une description du jaraï publiée en 1976 ; le symbole représentant en théorie une consonne occlusive injective alvéolaire voisée palatalisée [] avec l’alphabet phonétique international (API) de l’époque. Depuis la convetion de Kiel de 1989 et la mise à jour de l’API, ce symbole est remplacé par les symboles API [ɗʲ].

## Représentation informatique
Le d crocheté hameçon palatal n’a pas été codé dans un codage standard, mais peut être représenté approximativement avec les caractères Unicode ‹ ɗ̡ › (U+0257 latin small letter d with hook, U+0321 combining palatalized hook below).

## Sources
- Jacques Dournes, Le parler des Jörai et le style oral de leur expression, Publications orientalistes de France, 1976 (ISBN 2-7169-0057-4)